# Бурујенишу де Сус (Бакау)
Бурујенишу де Сус (рум. Buruienișu de Sus) насеље је у Румунији у округу Бакау у општини Брустуроаса. Oпштина се налази на надморској висини од 782 m.

## Становништво
Према подацима из 2002. године у насељу је живело 125 становника, од којих су сви румунске националности.